# Krauseia
Krauseia es un género extinto de pequeños mamíferos que vivió durante el Paleoceno en América del Norte. Es miembro de la extinta orden de los Multituberculata, dentro del suborden del los Cimolodonta.
El género fue nombrado por Vianey-Liaud M. en 1986, y también es conocido con el nombre de Parectypodus.
La especie Krauseia clemensi fue nombrada por Sloan R.E. en 1981 y es conocida también como Parectypodus clemensi. Se han encontrado restos fósiles de esta especie en los estratos de la Cuenca de San Juan en Nuevo México y en Wyoming. Era del tamaño de un ratón y pesaba unos 25 gramos.